# Heptasteornis
Heptasteornis andrewsi is een theropode dinosauriër, behorend tot de Coelurosauria, die tijdens het late Krijt leefde in het gebied van het huidige Roemenië.
Vermoedelijk in het begin van de twintigste eeuw verzamelde de etnisch Hongaarse paleontoloog baron Franz Nopcsa bij Sînpetru, in het huidige Roemenië, botfragmenten van kleine theropoden die uiteindelijk aangekocht werden door het British Museum of Natural History. De precieze vondstomstandigheden zijn onbekend. In 1913 benoemde conservator Charles William Andrews op basis van een van die botjes, specimen BMNH A1234, de soort Elopteryx nopcsai. Andrews wees voorlopig ook de onderkant van een linkeronderbeen, een tibiotarsus, toe, dat later apart gecatalogiseerd werd onder het inventarisnummer BMNH A PAL.4359, gebaseerd op de overeenkomsten in de preservering van het fossiel met een ruw botoppervlak. In 1929 wees de Hongaarse paleontoloog Kálmán Lambrecht ook specimen BMNH A PAL.1528 toe, een door Nopcsa verzamelde linkertibiotarsus. In 1975 echter splitsten Colin James Oliver Harrison en Cyril Alexander Walker delen van het materiaal af en benoemden deze als twee aparte uilensoorten: Bradycneme draculae, gebaseerd op BMNH A PAL.1588, en Heptasteornis andrewsi. De laatste soort had als holotype BMNH A4359 en als paratype BMNH A PAL.1528. De geslachtsnaam is afgeleid van het Oudgrieks ἑπτά, hepta, "zeven", άστυ, asty, "stad", en ὄρνις, ornis, "vogel", een verwijzing naar de streek Zevenburgen. De soortaanduiding eert Andrews. Harrison en Walker meenden dat het ging om reusachtige uilen.
Het holotype is gevonden in een laag van de Sînpetruformatie van het Haţegbassin die dateert uit het Maastrichtien, ongeveer 67 miljoen jaar oud.
In 1992 stelden Jean Le Loeuff e.a. dat Heptasteornis en Bradycneme toch jongere synoniemen waren van Elopteryx, gezien hun botoppervlak, maar dat het ging om Dromaeosauridae.
Darren Naish en Gareth Dyke stelden in 2004 dat Hepasteornis een lid was van de Alvarezsauridae. Tot nu toe is er geen consensus of Elopteryx, Bradycneme en Hepsteornis een en dezelfde soort zijn en tot welke groep of groepen de soort of soorten behoren.